# تايرون ماكنزي
تايرون ماكنزي (بالإنجليزية: Tyrone McKenzie)‏ هو لاعب كرة قدم أمريكية أمريكي، ولد في 11 ديسمبر 1985 في كوينز في الولايات المتحدة.

## وصلات خارجية
- تايرون ماكنزي على موقع مرجع كرة القدم المحترفة.كوم (الإنجليزية)